# Барнгольц, Сарра Бенционовна
Сарра Бенционовна Барнгольц (1908—2002) — советский и российский учёный-экономист, доктор экономических наук (1965), профессор (1966).
Автор более 200 научных работ, 30 учебных пособий и монографий, в том числе учебника «Анализ хозяйственной деятельности предприятий и объединений».

## Биография
Родилась 1 (14) декабря 1908 года в Киеве в еврейской семье, её отец белогородский мещанин Бенцион Мойше-Лейбович (Львович) Барнгольц (1876—1950) работал главным бухгалтером, мать — Рейзя Мееровна (Роза Марковна) Барнгольц (в девичестве Перельман, 1882—1957), овручской мещанки. У неё были младшие сёстры Александра (1911—?) и Марьям (1919—1958). Родители заключили брал 11 марта 1908 года в Киеве
В 1932 году окончила Киевский финансово-экономический институт (ныне Киевский национальный экономический университет имени Вадима Гетьмана). Затем в течение трёх с половиной лет училась в Киевском историко-филологическом институте, но оставила его и профессионально занялась экономикой. Работала в Киевской областной конторе Госбанка, возглавляя отдел кредитования промысловой кооперации. В 1936 году была направлена в аспирантуру Московского кредитно-экономического института (ныне Финансовый университет при Правительстве Российской Федерации). В 1940 году окончила аспирантуру Московского кредитно-экономического института и в этом же году защитила кандидатскую диссертацию.
Дальнейший послужной список Барнгольц:
- 1940−1949 годы — сотрудник Бюро экспертов правления Госбанка СССР, принимала участие в подготовке и проведении денежной реформы 1947 года;
- 1947−1954 годы — доцент кафедры бухгалтерского учёта Московского экономико-статистического института;
- 1954−1965 годы — доцент кафедры бухгалтерского учёта Всесоюзного заочного экономического института;
- 1965−1968 годы — профессор кафедры бухгалтерского учёта Всесоюзного заочного экономического института;
- 1968−1970 годы — профессор кафедры анализа хозяйственной деятельности Московского финансового института (МФИ);
- 1970−1977 годы — заведующая кафедрой анализа хозяйственной деятельности МФИ;
- 1977−1992 годы — профессор-консультант кафедры анализа хозяйственной деятельности МФИ;
- 1992−1994 годы — профессор кафедры анализа хозяйственной деятельности Финансовой академии при Правительстве РФ (ФА);
- 1994−1998 годы — профессор кафедры бухучета, экономического анализа и аудита ФА;
- 1998−2002 годы — профессор-консультатнт Консультационного совета ФА.

Сарра Бенционовна участвовала в разработке проектов постановлений Правительства в Правлении Госбанка СССР и в Госплане СССР, за что была награждена юбилейной медалью Госбанка и благодарностью Госплана СССР. Также принимала участие в создании и работе первой редколлегии журнала «Бухгалтерский учёт», руководила возобновлением издания журнала «Деньги и кредит», где являлась заведующей редакцией. Была председателем Комиссии экономического анализа Всесоюзного совета научно-технических обществ ВЦСПС, работала в Ассоциации бухгалтеров СНГ.
Умерла 29 марта 2002 года в Москве. Похоронена на Востряковском кладбище рядом с родными.

## Награды и звания
С. Б. Барнгольц являлась Заслуженным деятелем науки РФ, Почетным работником высшего образования России, награждена шестью медалями, в числе которых «За доблестный труд в Великой Отечественной войне. 1941—1945 гг.», «Ветеран труда», «В ознаменование 850-летия Москвы».